# Mas d'en Sivilla
El Mas d'en Sivilla és un mas situat al municipi de Camprodon, a la comarca catalana del Ripollès. Els germans Josep i Jaume Vila Riera van cedir el 1970 la propietat a una fundació destinada a la construcció d'un col·legi religiós destinat a l’ensenyament dels fills de la Vall de Camprodon i al pagament de beques a alumnes que siguin bons estudiants i de famílies necessitades.